# Épaumesnil
Épaumesnil és un municipi francès situat al departament del Somme i a la regió dels Alts de França. L'any 2007 tenia 116 habitants.

## Demografia

### Població

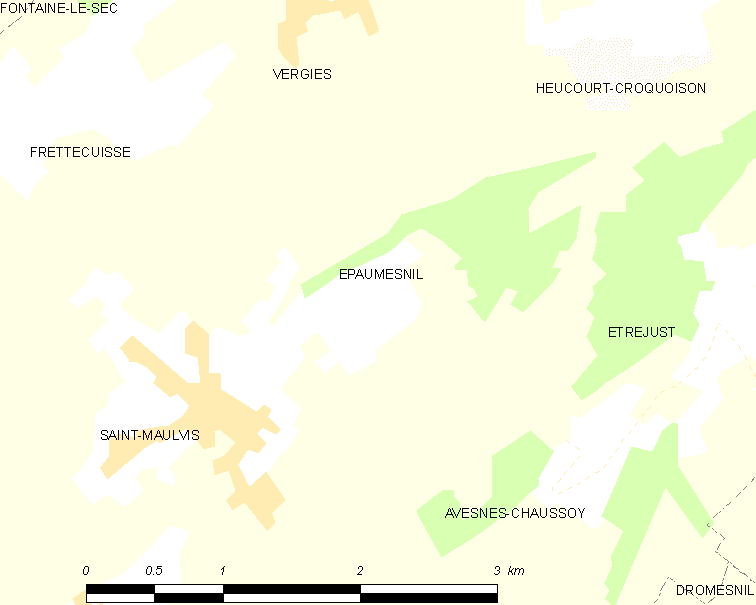

El 2007 la població de fet d'Épaumesnil era de 116 persones. Hi havia 44 famílies de les quals 12 eren unipersonals (8 homes vivint sols i 4 dones vivint soles), 16 parelles sense fills i 16 parelles amb fills.
La població ha evolucionat segons el següent gràfic:
Habitants censats

### Habitatges
El 2007 hi havia 51 habitatges, 47 eren l'habitatge principal de la família, 3 eren segones residències i 1 estava desocupat. Tots els 51 habitatges eren cases. Dels 47 habitatges principals, 40 estaven ocupats pels seus propietaris, 6 estaven llogats i ocupats pels llogaters i 1 estava cedit a títol gratuït; 9 tenien tres cambres, 10 en tenien quatre i 28 en tenien cinc o més. 44 habitatges disposaven pel capbaix d'una plaça de pàrquing. A 21 habitatges hi havia un automòbil i a 18 n'hi havia dos o més.

### Piràmide de població

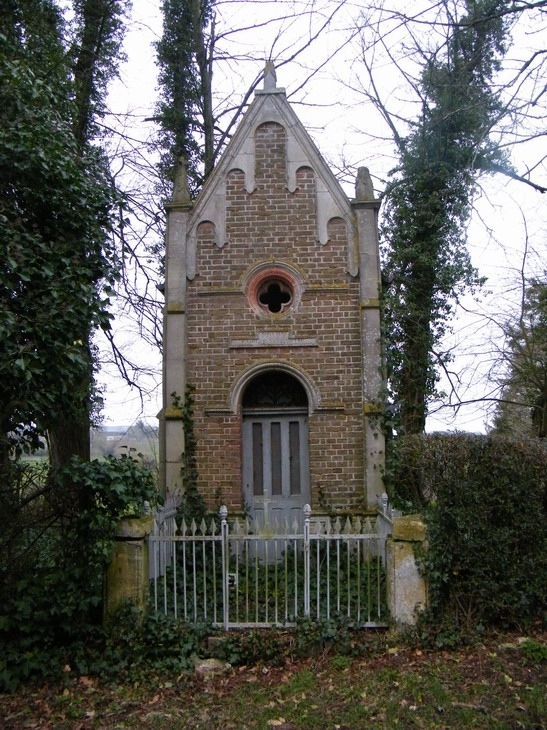

La piràmide de població per edats i sexe el 2009 era:
| Homes | Edats   | Dones |
| ----- | ------- | ----- |
| 0     | 95 o +  | 0     |
| 0     | 90 a 94 | 0     |
| 0     | 85 a 89 | 0     |
| 0     | 80 a 84 | 0     |
| 4     | 75 a 79 | 0     |
| 0     | 70 a 74 | 4     |
| 8     | 65 a 69 | 0     |
| 8     | 60 a 64 | 8     |
| 0     | 55 a 59 | 4     |
| 0     | 50 a 54 | 4     |
| 8     | 45 a 49 | 8     |
| 8     | 40 a 44 | 4     |
| 4     | 35 a 39 | 4     |
| 8     | 30 a 34 | 0     |
| 0     | 25 a 29 | 0     |
| 0     | 20 a 24 | 0     |
| 8     | 15 a 19 | 8     |
| 0     | 10 a 14 | 4     |
| 0     | 5 a 9   | 4     |
| 0     | 0 a 4   | 0     |

## Economia
El 2007 la població en edat de treballar era de 73 persones, 52 eren actives i 21 eren inactives. De les 52 persones actives 42 estaven ocupades (26 homes i 16 dones) i 9 estaven aturades (4 homes i 5 dones). De les 21 persones inactives 2 estaven jubilades, 5 estaven estudiant i 14 estaven classificades com a «altres inactius».
Activitats econòmiques
Dels 3 establiments que hi havia el 2007, 2 eren d'empreses alimentàries i 1 d'una empresa d'hostatgeria i restauració.
L'únic servei als particulars que hi havia el 2009 era un restaurant.
L'any 2000 a Épaumesnil hi havia 4 explotacions agrícoles.

## Poblacions més properes
El següent diagrama mostra les poblacions més properes.